# Helegonatopus coxalis
Helegonatopus coxalis är en stekelart som först beskrevs av Svetlana N. Myartseva 1981.  Helegonatopus coxalis ingår i släktet Helegonatopus och familjen sköldlussteklar. Inga underarter finns listade i Catalogue of Life.